# 科蒂埃阿尔卑斯

约公元117年科蒂埃阿尔卑斯行省位于罗马帝国的位置（高亮处）

科蒂埃阿尔卑斯（拉丁語：Alpes Cottiae）是罗马帝国的一个行省，其辖境位于阿尔卑斯山在今日法国与意大利交界处。科蒂安阿尔卑斯山脉便是以此而得名的。
科蒂埃阿尔卑斯行省于公元前15年设立。奥古斯都设立此行省的目的是为了扼守阿尔卑斯山的要道。该行省西部与纳博讷高卢相邻，东部与滨海阿尔卑斯行省相邻。行省的首府为塞古西奥（今意大利皮埃蒙特大区苏萨）。476年，罗慕路斯·奥古斯都被废黜后，该行省被废除。